# Bas Lansdorp
Bas Lansdorp (5 de marzo de 1977) es un empresario holandés más conocido por ser el cofundador y CEO de Mars One.

## Educación
Lansdorp recibió su Maestría en Ciencias en Ingeniería Mecánica de la Universidad de Twente en 2003.

## Carrera
Trabajó durante cinco años en su doctorado en energía eólica en la Universidad Tecnológica de Delft. En 2008 dejó sus estudios para encontrar el poder Ampyx con el fin de desarrollar un método más actualizado de la generación de energía eólica. Ampyx Power fue un éxito y produjo un método más barato que el carbón para producir energía eólica. En 2011, vendió una parte de sus acciones de Ampyx para poder financiar a Mars One.

## Mars One
Lansdorp se decidió a establecer la primera colonia humana permanente en Marte durante sus estudios en la Universidad de Twente. Su enfoque principal no estaba en superar los desafíos tecnológicos, sino en el modelo de negocio. 
Hasta 2013, financió casi todo el proyecto por sí mismo. Hay dos entidades a la Mars One, Mars One Foundation y Mars One Ventures. Mars One es sin fines de lucro y financiado por donaciones. Mars One implementa y gestiona la misión, entrena a los astronautas, posee el hardware, etc. Mars One Ventures es una entidad con fines de lucro de Marte Uno y tiene derechos exclusivos de monetización alrededor de la misión. Se espera que los ingresos procedentes de la monetización aumenten a medida que avance la empresa.
El 28 de diciembre de 2013, Lansdorp hizo un "Ask Me Anything" en Reddit y tuvo que enfrentar muchas críticas y escepticismo acerca de Mars One. Respondió positivamente a la crítica: "Desde que iniciamos Mars One en marzo de 2011, recibimos el apoyo de científicos, ingenieros, hombres de negocios y empresas de aeropuertos de todo el mundo. El anuncio de nuestro plan en mayo de 2012 resultó en la participación del público en general y el apoyo de patrocinadores e inversionistas. Para ver nuestra misión evolucionar de esta manera se siente como mi sueño se está convirtiendo en una realidad. "